# Cemenelum
Cemenelum est une cité gallo-romaine qui connut son développement du Ier au IVe siècle de notre ère et dont il subsiste aujourd’hui d'importants vestiges dans le quartier de Cimiez, à Nice (France).

## Histoire
Lors de la conquête romaine de la Provence actuelle entre 122 et 118 av. J.-C., les Romains s'installent à distance du comptoir grec de Nikaïa, situé au bord de mer. Ils s'implantent militairement, puis administrativement, sur une hauteur, dans le quartier de Cimiez actuel, non loin de l'oppidum des Védiantiens, une peuplade ligure. Leur cité va s'appeler Cemenelum et figure sous ce nom sur la table de Peutinger. Elle n'est pas intégrée dans la Provincia Romana mais va devenir la capitale de la province romaine des Alpes maritimes. Elle est desservie par une importante voie romaine, la Via Julia Augusta qui vient de La Turbie et dessert la Provincia Romana, ou Gaule narbonnaise. La ville sera pourvue d'un amphithéâtre et de trois thermes. Ces équipements laissent penser que la cité a dû au moins compter 10 000 habitants, l'amphithéâtre pouvant accueillir jusqu'à 5 000 spectateurs.
La cité disposait de flamines et de seviri augustales qui honoraient le culte impérial et celui de Mars cemenelus. Elle comptait de nombreuses corporations. Une étude récente effectuée sur des stèles funéraires de militaires a montré que Cemenelum envoyait de nombreux soldats à l'armée romaine. Il semble que cette fourniture de contingents soit allée en déclinant. On pense que Cemenelum disposait d'une garnison de 1 000 à 1 500 hommes, soit deux à trois cohortes. Il s'agit peut-être de la Cohors Ligurum évoquée par Tacite.
Avec le développement de la conquête romaine vers le nord, Cemenelum perdit son statut de capitale au profit de la cité gallo-romaine d'Embrun. Après la christianisation du IVe siècle, et malgré les invasions barbares, le site de Cemenelum continua d'exister, comme en témoigne le remplacement au Ve siècle des thermes par des habitations, les réoccupations  s'échelonnant jusqu'au VIIe, voire au VIIIe siècle. Un évêché exista brièvement à Cimiez au Ve siècle dont il reste les ruines du groupe épiscopal dans les thermes romains ouest.

## Vestiges antiques
La cité antique de Cemenelum se trouve aujourd’hui pour majeure partie sous les villas et immeubles du quartier de Cimiez à Nice. Il n’est pas rare qu’à l’occasion de travaux de terrassement on découvre des traces d’occupation antique, rues ou sols de villas.
Toutefois, des vestiges remarquables sont encore visibles. Ce sont les arènes de Cimiez et, accessibles depuis le musée archéologique de Nice-Cimiez, les trois thermes romains de Cimiez dont l'un est le site d'un groupe épiscopal du Ve siècle.
Sur le site des thermes, on peut encore admirer une voie dallée orientée Est-Ouest qui était le decumanus de Cemenelum. Cette voie se trouve à environ deux mètres en dessous du niveau actuel du sol. De part et d’autre de la voie, on observe les traces d’échoppes de commerçants avec des gorges creusées dans leur pierre de seuil qui étaient destinées à recevoir leurs panneaux de fermeture. Sous le decumanus passe un égout antique (cloaca).
Dans les environs du quartier de Cimiez, on peut aussi observer des tronçons de l’antique voie romaine, la Via Julia Augusta, qui passait par La Turbie, puis La Trinité et traversait Cemenelum puis se dirigeait vers l’ouest jusqu’à Arles pour rejoindre ensuite Narbonne.

## Fouilles archéologiques
Les fouilles effectuées sur le site de Cemenelum ont permis de retrouver de nombreux vestiges archéologiques qui sont conservés et présentés au musée archéologique de Nice-Cimiez, en particulier une statue d'Antonia, la mère de l'empereur Claude. On a aussi exhumé un socle de statue dédié à l'impératrice Cornelia Salonina, identifiée par son inscription. On a retrouvé également de nombreuses monnaies dont la datation a permis de mettre en évidence une activité importante des thermes de Cemenelum au IIIe siècle et au IVe siècle. On a également mis au jour un remarquable baptistère paléo-chrétien, encore visible sur le site des thermes.

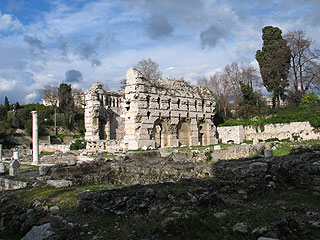
Les ruines des thermes romains de Cemenelum.
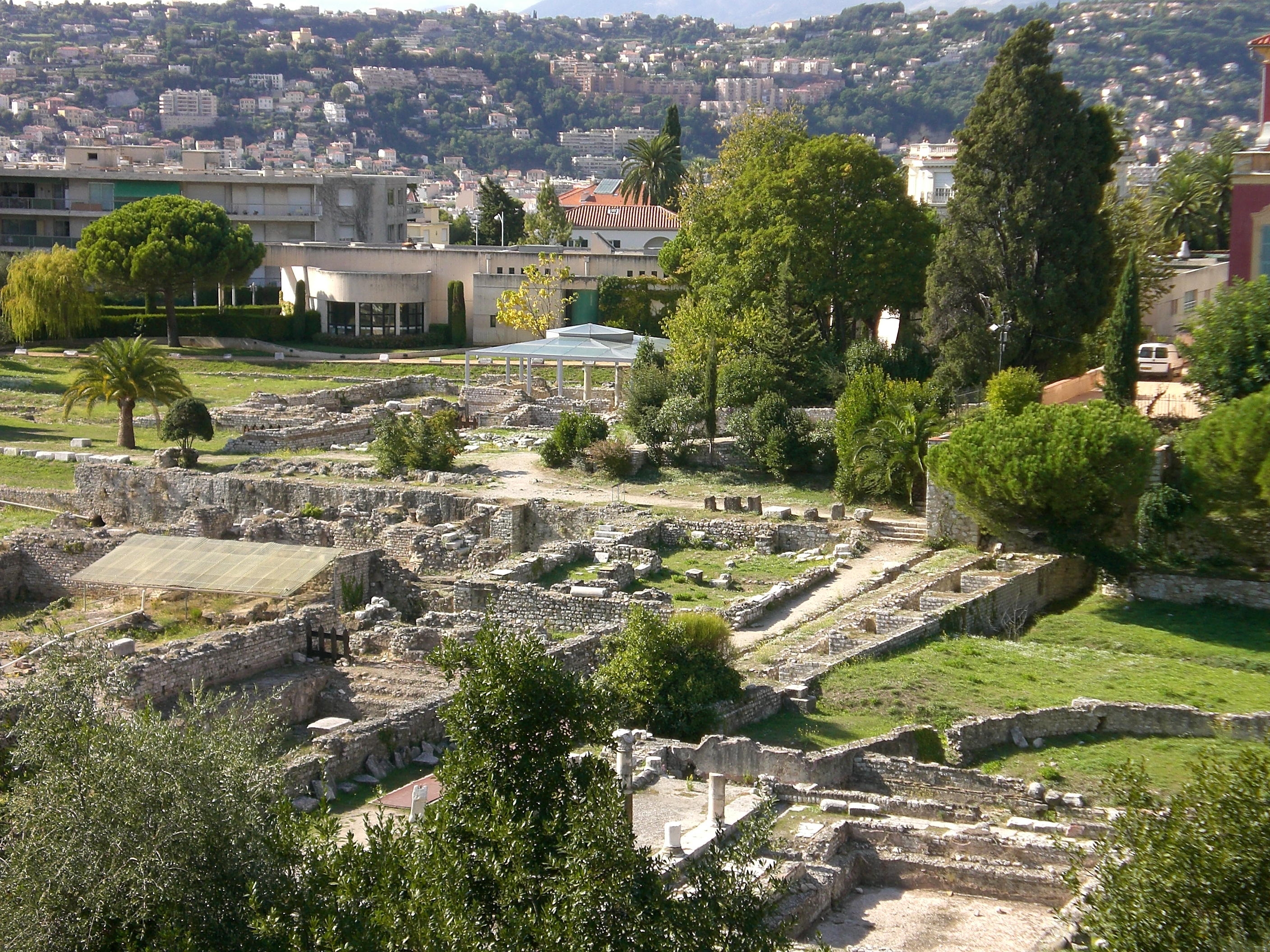
Decumanus de Cemenelum.